# Helen Zia

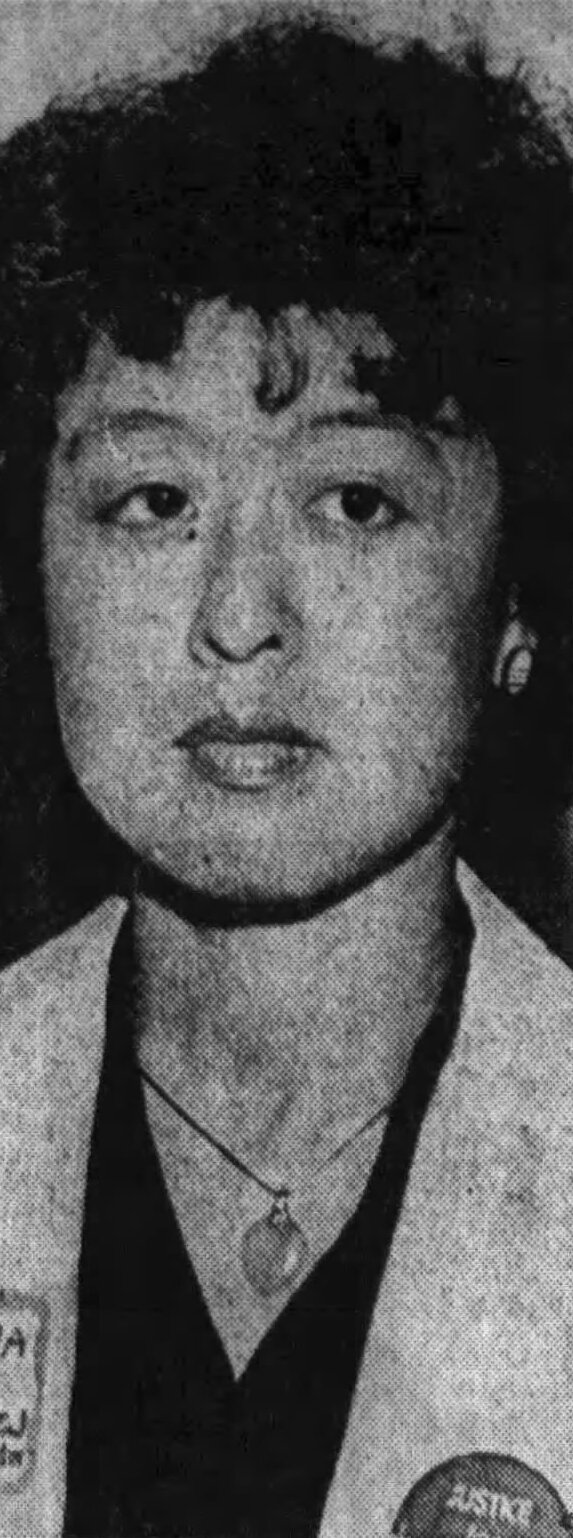
Helen Zia

Helen Zia (謝漢蘭; pinyin: Xiè Hànlán) (Newark (New Jersey), 1952) is een Amerikaans journaliste en wetenschapster die al decennia schrijft over Aziatisch-Amerikaanse gemeenschappen en sociale en politieke bewegingen.
Ze is de schrijfster van Asian American Dreams: The Emergence of an American People, een finalist in de prestigieuze  Kiriyama Pacific Rim Book Prijs. Bill Clinton citeerde in twee verschillende speeches uit Asian American Dreams in de Rozentuin van het Witte Huis.